# Elizabeta I.
Elizabeta I. (Palača Placentia, 7. rujna 1533. – Palača Richmond, 24. ožujka 1603.), engleska kraljica. Bila je šesta i posljednja vladarica dinastije Tudor, koja je vladala 44 godine, a čija je vladavina bila obilježena jačanjem engleske moći i utjecaja u svijetu, kao i vjerskim previranjima u samoj Engleskoj. Vrijeme njezine vladavine nazivaju Zlatnom Elizabetinom erom u kojoj je rasla ekonomska moć Engleske, te cvjetala znanost, filozofija i kultura. Tijekom njezine "zlatne ere" započinje kolonizacija Sjeverne Amerike i osniva se "Istočnoindijska kompanija".

## Rođenje
Bila je jedino preživjelo dijete kraljice Ane Boleyn i engleskog kralja Henrika VIII. Rođena 7. rujna 1533. u palači Placentia u Greenwichu. U trenutku svog rođenja Elizabeta je bila jedina službena nasljednica engleske krune jer je njena starija polusestra (iz Henrikovog poništenog braka s Katarinom Aragonskom)  Marija smatrana nezakonitom kćeri. Marija je nevoljko nazočila njezinu rođenju, potajno likujući svjesna da katolička Europa Elizabetu neće smatrati ničim većim od kopileta začetog u grijehu sa zloglasnom kurtizanom. Čak se u Engleskoj čulo nepovoljnih komentara. 
Elizabeta je bila krštena prema svim pravilima obreda, no nakon toga nisu uslijedile svečanosti. Kralj je odgodio turnir i vatromet. Španjolski - Katarini nastrojeni - veleposlanik Chapuys smatrao je da je krštenje "maloga kopileta" bilo "hladno i neugodno". Činjenica je da Elizabeta, iako priznata nasljednica Henrika VIII., nije bila tako i dočekana. 
Ana je brzo razvila duboku i zaštitničku ljubav prema svom djetetu i od prvih dana nije voljela biti ni trenutka odvojena od nje. Htjela je sama dojiti Elizabetu, no Henrika je to šokiralo: kraljice nikada nisu dojile svoje potomke. Ana je bila prisiljena na prvo razdvajanje od djeteta. Kada je Elizabeta imala tri mjeseca, Henrik joj je dodijelio posebno kućanstvo i smjestio ga u palaču Hatfield. Gospa Margaret Bryan je postala njezina odgojiteljica uz svitu slugu. U njezinu je kućanstvu boravila i njezina sestra Marija. 

## Majčina smrt
Henrik VIII. je usprkos svemu silno želio sina koji bi osigurao kontinuitet dinastije Tudor. Kako je Elizabetina majka, kraljica Ana Boleyn Henriku rodila samo kćer Elizabetu, ubrzo je dospjela u Henrikovu nemilost, jer je ovaj svu svoju pažnju počeo posvećivati njezinoj dvorskoj dami Jane Seymour (uzrokujući Elizabetinu majku da spontano pobaci njegovog budućeg sina), a kako je s Jane želio dobiti zakonitog sina morao se razvesti od Ane Boleyn. 
Stoga je Elizabetina majka 1536. godine bila lažno optužena za vještičarenje, preljub i incest s bratom, te je osuđena i pogubljena odrubljivanjem glave iste godine, a njezin brak poništen pa je tada trogodišnja Elizabeta, slijedom toga, proglašena nezakonitom kćeri i izbačena iz nasljedne linije.
Poslije toga je Henrik izdao zapovijed da se Elizabetu dovede iz Greenwicha u Hatfield gdje će se o njoj brinuti gospa Margaret Bryan i gdje će biti izvan njegova vidokruga. Trebalo je podmiriti izvanredno visok račun koji je podnio sir William Kingston na ime potreba Elizabetine majke.

## Kraljeva kći
Elizabeta je bila domišljata i inteligentna djevojčica koja je izuzetno voljela učiti. Kao i njezini roditelji, bila je dopadljiva i karizmatična. Tijekom mladosti stekla je vrlo kvalitetno obrazovanje koje ju je kasnije učinilo jednom od najobrazovanijih vladara u Europi onog vremena. Govorila je šest jezika: engleski, francuski, talijanski, španjolski, grčki i latinski jezik. Za to je, među ostalima, bila zaslužna i šesta žena Henrika VIII., protestantkinja Katarina Parr, koja je Elizabetu učinila protestanticom i u čiju zaslugu spada i ponovno okupljanje obitelji Henrika VIII., te vraćanje u nasljednu liniju obiju njegovih kćeri Elizabete i Marije.

### Jane Seymour
Elizabeta je, usporedbi s Marijom, od kraljice Jane bila blago zanemarena. Elizabeti su tada bile gotovo tri godine. Na dvoru nije bilo političke stranke koja bi se trudila raditi u interesu nezakonita djeteta osuđene izdajnice. Kralj nije htio imati ništa s njom. Ipak, bila je inteligentno dijete koje je brzo sazrijevalo. 
"Recite, upravitelju", pitala je sir Johna Sheltona koji je vodio njezino kućanstvo. "Zašto sam jučer bila princeza, a sada me oslovljavaju s gospom Elizabeth?"
Ne zna se kako je doznala za majčinu smrt, no čini se da je to bilo vrlo rano. Dolazak maćehe na scenu sigurno je u nekog tako pametnog izazvalo neugodna pitanja. Sigurno je pak to da je spoznaja o onome što se dogodilo Ani Boleyn imala traumatičan učinak na Elizabetu za cijeli život.
Međutim, Marija je - svjesna svoje vlastite sreće pod kraljicom Jane koja joj je bila sklona - počela razmišljati o svojoj polusestri koju je uvijek voljela. Marija je svoju suspregnutu majčinsku ljubav obilno usmjerila tada prema Elizabeti. Ubrzo ju je posjetila u Hatfieldu. Poslije toga je pisala kralju o Elizabetinu dobru zdravlju i da će se ponositi njome kada za to dođe vrijeme.
Elizabetina guvernanta je bila namijenjena njezinom novom bratu, Eduardu.

### Ana Klevska
Elizabetina ljepota, duh i otvorena narav je očarala Anu Klevsku. Pružila je Elizabeti majčinsku ljubav. Boravile su zajedno u nekoć obiteljskoj kući Ane Boleyn.

### Katarina Howard
Smaknuće tako mlade žene je duboko pogodila Elizabetu. Tada je prvi put zabilježeno da je Elizabeta odlučila da se nikada neće udati.

### Katarina Parr
Katarina je najzaslužnija za Elizabetino opsežno obrazovanje. Katarina je uživala u Elizabetinu društvu, diveći se njezinom britkom umu.
Elizabeti je bilo gotovo devet godina kada je kralj pao pod dobar utjecaj Katarine Parr. Sve do tada se nikada nije osjećao ugodno u društvu prerano sazrele kćeri Ane Boleyn, no sada je omekšao prema njoj. Elizabeta je bila obećavajuća djevojčica: inteligentna i oštra duha kao mnogi odrasli. Već je pokazala da je naslijedila majčinu ljubav prema laskanju i koketnom ponašanju, kao i njezinu hrabrost. Iako je bila temperamentna, nije bila zapaljiva poput Ane Boleyn. Nesigurno ju je djetinjstvo naučilo vrijednosti diskrecije i prijetvornosti. Već je znala nekoliko jezika i imala solidno obrazovanje u klasicima.
Godine 1544. se između Henrika i njegove kćeri dogodio razdor. Razlog nije poznat, ali bio je dovoljan da kralj potjera mlađu kćer s dvora. Zatim je Henrik otplovio za Francusku, ali se dopisivao s kraljicom koja ga je molila da popusti u vezi s kćeri. Nakon izvjesnog je vremena popustio i dopustio kćeri da se vrati na dvor praviti društvo Katarini.

Za Novu godinu Elizabeta je Katarini darovala svoj prijevod knjige Marguerite od Navarre, Zrcalo grešne duše, o meditacijama o ljubavi kršćanske duše prema Bogu i Kristu, s posvetom:
"Najplemenitijoj i najkreposnijoj kraljici Katarini, Elizabeta, njezina ponizna kći, želi stalnu sreću i vječnu radost."

## Kraljeva sestra (1547. – 1553.)
Nakon smrti Henrika VIII. na prijestolje je zasjeo Elizabetin polubrat Eduard VI. koji je bio strogo protestantski odgojen, nastojao je uspostaviti protestantizam u Engleskoj. Umjesto njega je vladao njegov ujak i zaštitnik, Edward Seymour. Mali Eduard nije shvaćao da je njegov zaštitnik bio u sukobu s njegovim drugim voljenim ujakom, admiralom Thomasom Seymourom koji je u međuvremenu oženio Eduardovu voljenu maćehu Katarinu Parr. Bila je tajna da je, prije nego što pažnju skrenuo na Katarinu Parr, admiral Elizabeti ponudio brak. Međutim, ona ga je odbila, kao i Kraljevo vijeće.
U to je vrijeme Elizabeta upoznala Roberta Dudleyja.
Katarina Parr je ubrzo nakon udaje za admirala pozvala malu Elizabetu da im se pridruži na njihovom imanju u Chelseaju. U tom je trenutku, kao udova kraljica, Katarina Parr bila najbogatija žena u kraljevstvu. No, nije uživala skoro nikakav politički utjecaj kao i njezin muž kojem Henrik VIII. nije vjerovao. Katarina je iskreno voljela Elizabetu kao svoju vlastitu kćer. No, nije ni slutila da njezin voljen, naočit muž na Elizabetu ne gleda kao na djevojčicu, već kao na potencijalnu ljubavnicu. Ubrzo nakon Elizabetinog dolaska, admiral se prema njoj počeo ponašati nedolično, prekrivajući to sve kao "dobronamjerno ponašanje očuha". Elizabetu je njegova pažnja godila, ali nije htjela povrijediti voljenu maćehu. Ubrzo ih je Katarina zatekla u zagrljaju. Od tog se šoka nikada nije oporavila. Uskoro je rodila admiralu djevojčicu, ali umrla.
Thomas Seymour je tugovao za suprugom, ali Elizabeta ga nije namjeravala tješiti.
Tijekom Eduardove vladavine, oba njegova ujaka su bila pogubljena. Eduard je bio boležljivo dijete te nije dugo poživio.

## Kraljičina sestra (1553. – 1558.)
Eduard VI. je prijestolje ostavio svojoj voljenoj sestrični i štićenici Thomasa Seymoura, protestantskoj Jane Grey. Ona je bila potomak Marije Tudor, sestre Henrika VIII. Međutim, nakon devet dana ju je Elizabetina polusestra Marija I. svrgnula s vlasti. Marija je nastojala u Engleskoj pokušala restaurirati katolicizam. Ubrzo se udala za Filipa II., kojim je bila općinjena te ga slušala u svemu.
Tijekom Marijine vladavine Elizabeta je zbog opredjeljenja protestantizma bila dugo zatočena u London Toweru, te je ostatak sestrine vladavine provela u kućnom pritvoru. Mnogi Marijini savjetnici - uključujući tadašnjeg španjolskog veleposlanika - uvjeravali su kraljicu da ubije svoju protestantsku polusestru. Međutim, Marija nije imala djece. Nije htjela ubiti vlastitu sestru bez dokaza da ju je izdala.

## Engleska kraljica (1558. – 1603.)
17. studenoga 1558. umrla je kraljica Marija I. i sukladno Zakonu o nasljeđivanju (Act of Succesion 1534.) Elizabeta je naslijedila englesku krunu. Narod je slavio smrt nepopularne Marije I. i zdušno i uz veselje je prihvatio Elizabetin dolazak na tron. Elizabeta je okrunjena 15. siječnja 1559. u svojoj dvadeset i petoj godini.

### Vjersko pitanje
Prvi problem koji je na početku svoje vladavine morala riješiti bio je problem vjere koji je opterećivao vlast triju njezinih prethodnika, sve od smrti njezinoga oca Henrika VIII. Kako je Elizabeta bila protestantkinja 1559.g. je zamijenila originalni Zakon o uniformnosti iz 1534.g. (Act of Uniformity, 1534.) kojim je protestantizam bio ponovno uveden kao jedina vjera. Zakonom o vrhovništvu (Act of Supremacy) ponovno je crkvu podvela pod kraljevsku vlast. Sve crkvene prelate i službenike koji se nisu htjeli podvrći zakonu smjenjivala je i kažnjavala. Ukupno gledavši Elizabeta je vodila tolerantnu vjersku politiku ne želeći niti u jednom trenutku pribjegavati primjeni nasilja ili progona protivnika osim kada je na to bila prisiljena.
Nakon što je papa Pio V. 1570. izdao bulu Regnans in Excelsis, u kojoj je pozvao na njezino svrgavanje, zaredali su se pokušaji katoličkih esktremista i fanatika koji su je pokušali ubiti u više zavjera. Sve je završilo neuspješno po urotnike koji su svaki puta smaknuti zbog veleizadje. Najpoznatije zavjere su bile Babingtonska i Ridolfijeva zavjera.

### Odnos sa Škotskom
Na vanjskopolitičkom planu Elizabeta je bila u sukobu sa svojom suparnicom i rođakinjom, škotskom kraljicom, katolkinjom Marijom Stuart, suprugom francuskog kralja Franje II., koja je, s obzirom na to da je bila unuka sestre Henrika VIII., isticala svoje pravo na englesku krunu. U tome ju je Francuska podupirala. Nakon gubitka te potpore (zbog francuskih unutarnjih problema s Hugenotima i smrti njenog supruga kralja Franje II.) Marija Stuart je i sama na unutarnjem planu upadala u probleme s nadirućim protestantizmom u Škotskoj te biva prisiljena 1560. s Engleskom sklopiti Sporazum iz Edinburgha prema kojem su se francuske trupe dužne povući iz Škotske, a koji Marija Stuart nikada nije htjela ratificirati niti prihvatiti.
Suočena narednih godina s protestantskom pobunom Marija Stuart je bila prisiljena 19. svibnja 1568. izbjeći u Englesku, gdje ju je Elizabeta ubrzo dala zatočiti. Nakon osamnest godina zatočenja Marija Stuart je zbog sudjelovanja u zavjeri Babington koja je imala namjeru srušiti Elizabetu, osuđena zbog izdaje i 8. veljače 1587. u dvorcu Fotheringhay u Engleskoj na osobito okrutan način pogubljena odrubljivanjem glave.

### Unutarnje pobune
1569. godine Elizabeta se suočila s katoličkom pobunom na sjeveru zemlje koju je potaknuo papa Pio V. Pobunu je uspješno svladala i usprkos njoj nije započela s progonom katolika nego je i dalje nastavila s tolerantnom politikom.
Engleski brodovi su tijekom 1569. dolazili u sukob španjolskim brodovima pri čemu je bilo gubitaka na obje strane. Suprug pokojne engleske kraljice Marije I., španjolskog kralja Filip II. i Elizabetin šogor koji ju je bio svojevremeno spasio iz zatočeništva u London Toweru, pokrenuo je 1567. vojnu kampanju kako bi suzbio protestantsku pobunu u Nizozemskoj. Iz tih razloga nije bio u mogućnosti odmah pokrenuti rat protiv Engleske ali je unutar Engleske organizirao zavjeru protiv Elizabete koja je na vrijeme otkrivena i zbog čega je i Marija Stuart stavljena u teži pritvor.

### Sukob sa Španjolskom
Španjolski kralj Filip II. planirao je 1587. godine izvršiti napad na Englesku, ali ga je te godine Elizabetin veliki pomorski zapovjednik Francis Drake spriječio spalivši mu dio flote kod Cadiza. No već iduće 1588. godine Filip II. skupio je veliku flotu od 130 brodova i 30 000 vojnika i iz Nizozemske pokrenuo napad na Englesku. Engleska flota porazila je i razbila španjolsku Nepobjedivu armadu, dijelom i zbog lošeg vremena, a to je Elizabeti donijelo u narodu veliku popularnost i slavu. Nakon toga engleski ratni i gusarski brodovi su narednih godina nastavili ugrožavati španjolske interese na Atlantskom oceanu, Sjevernoj i Južnoj Americi.

### Pitanje nasljednika
Kada se Elizabeta 1562. godine razboljela od kozica, parlament je prvi puta postavio pitanje Elizabetinog nasljednika jer Elizabeta nije bila udana niti je imala djece. To pitanje je stalno pratilo Elizabetinu vladavinu. Postojale su dvije moguće linije nasljeđivanja i to prema dvijema sestrama kralja Henrika VIII. Po mlađoj sestri nasljedna linija je vodila prema sestri kraljice Jane Grey, Katarini koja je ubrzo potom umrla, a druga je linija vodila po starijoj Henrikovoj sestri Margareti koja je bila supruga škotskog kralja i baka škotske kraljice Marije Stuart koju je Elizabeta od 1568. držala u zatočeništvu. Kako je Marija Stuart Elizabetinom odlukom bila pogubljena, njezin sin, škotski kralj Jakov VI. je bio jedini koji je preostao u nasljednoj liniji.

## Zadnje godine vladavine i smrt
Zadnje godine Elizabetine vladavine obilježene su slavnim umjetnicima Christopherom Marloweom, Williamom Shakespeareom i Benom Jonsonom, osvajanjem i kolonizacijom Sjeverne Amerike i jačanjem engleske pomorske flote, a time i velikim razmahom trgovine. Elizabeta je 1600. osnovala Istočnoindijsku kompaniju, a njena tolerantna i prosvijećena politika dovela je do procvata filozofije (Francis Bacon) i znanosti.
Sama Elizabeta bila je obuzeta melankolijom, postala je cinična i potpuno se osamila. Povukla se u osamu u Palaču Richmond gdje je provela svoje posljednje dane. Umrla je 24. ožujka 1603. godine nakon 44 godine vladavine. Naslijedio ju je škotski kralj Jakov VI. pod imenom Jakov I. Time je s povijesne i dinastičke scene u Engleskoj sišla dinastija Tudor, a englesko prijestolje zauzeli su članovi dinastije Stuart.
| Prethodnik Marija Tudor | Kraljica Engleske | Nasljednik Jakov I., kralj Engleske |